# NGC 5183
NGC 5183 је спирална галаксија у сазвежђу Девица која се налази на NGC листи објеката дубоког неба.
Деклинација објекта је - 1° 43' 14" а ректасцензија 13h 30m 6,1s. Привидна величина (магнитуда) објекта NGC 5183 износи 12,7 а фотографска магнитуда 13,5. NGC 5183 је још познат и под ознакама UGC 8485, MCG 0-34-39, CGCG 16-79, KCPG 378A, IRAS 13275-0127, PGC 47432.